# 權甲龍
權甲龍（：／ Kweon Kab-yong，1957年10月3日—2023年1月23日），生於韓國首爾，職業圍棋棋手，職業九段，隸屬韓國棋院。他創立的權甲龍圍棋道場，培育出李世乭、崔哲瀚等棋手，被視為是韓國三大道場之一。

## 生平
1975年入段。
1989年，創立圍棋道場。因為同樣培育出大量圍棋界人才，經常被與木谷實創立的木谷道場相提並論。

## 家庭
其女權孝珍，嫁給職業圍棋手岳亮。